# Старопокровский проезд
Старопокро́вский прое́зд (до 24 сентября 2013 года — проекти́руемый прое́зд № 5096) — проезд в Южном административном округе города Москвы на территории района Чертаново Центральное.

## История
Проезд получил современное название 24 сентября 2013 года, до переименования назывался проекти́руемый прое́зд № 5096.

## Расположение
Старопокровский проезд проходит от улицы Подольских Курсантов на северо-восток до 1-го Дорожного проезда. По Старопокровскому проезду не числится домовладений.

## Транспорт

### Наземный транспорт
По Старопокровскому проезду (только к 1-му Дорожному проезду) проходит автобус с914. У юго-западного конца проезда расположена остановка «17-й автобусный парк» автобусов 852, м96, м97, с908, с941, с960, с970.

### Метро
- Станция метро «Пражская» Серпуховско-Тимирязевской линии — западнее проезда, на пересечении Кировоградской улицы и улицы Красного Маяка.
- Станция метро «Южная» Серпуховско-Тимирязевской линии — северо-западнее проезда, на пересечении Кировоградской улицы с Днепропетровской и Сумской улицами.